# Siergiej Aszyrow
Siergiej Sienorowicz Aszyrow (ros. Сергей Сенорович Аширов; ur. 23 lutego 1975) – radziecki i kazachski judoka. Olimpijczyk z Atlanty 1996, gdzie zajął 21. miejsce w wadze półlekkiej
Startował w Pucharze Świata w 1995 i 1996. Trzeci na akademickich MŚ w 1990. Mistrz ZSRR w 1988; trzeci w 1990 i 1991 roku.
Jego brat Achat Aszyrow, także był judokiem i olimpijczykiem z tych samych igrzysk.

## Letnie Igrzyska Olimpijskie 1996
| Konkurencja | Eliminacje              | Klas. końcowa |
| Konkurencja | Przeciwnik I            | Miejsce       |
| ----------- | ----------------------- | ------------- |
| 65 kg       | Orlando Fuentes (USA) P | 21.           |